# 警察庁長官官房総括審議官
警察庁長官官房総括審議官（けいさつちょうちょうかんかんぼうそうかつしんぎかん）は日本の警察庁の内部部局である、長官官房に置かれている局長級の職である。

## 沿革
- 1968年 (昭和43年) 4月17日：所管行政に属する重要事項についての企画・調査を統括する審議官1名を設置[1]。
- 1991年 (平成3年) 4月12日：所管行政に属する重要事項についての企画、立案及び調整に関する事務を総括整理する総務審議官を置き、審議官1名を廃止[2]。
- 2001年 (平成13年) 1月6日：総務省に事務次官級の総務審議官が置かれたことに伴い、総務審議官を総括審議官に改称。

## 所掌
警察庁組織令第1条に所掌事務が規定されている。
```
第1条 長官官房に、総括審議官一人を置く。
2 総括審議官は、命を受け、所管行政に属する重要事項についての企画、立案及び調整に関する事務を総括整理する。
```

## 歴代長官官房総括審議官
主な出典：

### 歴代長官官房審議官
| 代 | 氏名       | 在任期間                    | 前職                             | 後職                                   |
| -- | ---------- | --------------------------- | -------------------------------- | -------------------------------------- |
| 1  | 久保卓也   | 1968年4月17日-1969年4月1日  | 国防会議事務局参事官             | 警察庁交通局長                         |
| 2  | 渡部正郎   | 1969年4月1日-1970年4月24日  | 警察庁長官官房会計課長           | 警察庁警備局参事官                     |
| 3  | 土金賢三   | 1970年4月24日-1971年8月13日 | 長野県警察本部長                 | 警察庁長官官房長                       |
| 4  | 勝田俊男   | 1971年8月13日-1972年6月24日 | 警察庁警務局人事課長             | 兵庫県警察本部長                       |
| 5  | 綾田文義   | 1972年7月14日-1973年6月1日  | 警視庁総務部長                   | 警察庁刑事局保安部長                   |
| 6  | 宮地亨吉   | 1973年6月1日-1974年8月16日  | 警察庁刑事局参事官               | 福岡県警察本部長                       |
| 7  | 小林朴     | 1974年8月16日-1975年1月24日 | 警察庁刑事局参事官               | 警察大学校特別捜査幹部研修所長         |
| 8  | 室城庸之   | 1975年1月24日-1976年1月13日 | 警察庁長官官房会計課長           | 総理府内閣総理大臣官房交通安全対策室長 |
| 9  | 金原忍     | 1976年1月23日-1977年2月18日 | 警察庁長官官房総務課長           | 警視庁警備部長                         |
| 10 | 三島孟     | 1977年2月18日-1978年2月21日 | 警察庁刑事局参事官               | 総理府内閣総理大臣官房交通安全対策室長 |
| 11 | 久本礼一   | 1978年2月21日-1979年8月18日 | 近畿管区警察学校長               | 福岡県警察本部長                       |
| 12 | 鉄炮塚瑞彦 | 1979年8月18日-1980年8月18日 | 警察庁警務局首席監察官           | 警察庁警務局付                         |
| 13 | 太田寿郎   | 1980年8月18日-1981年2月21日 | 警察庁交通局審議官               | 京都府警察本部長                       |
| 14 | 鈴木良一   | 1981年2月21日-1983年8月22日 | 警察庁長官官房総務課長           | 警察庁刑事局保安部長                   |
| 15 | 大高時男   | 1983年8月22日-1984年7月1日  | 警察庁警備局審議官               | 防衛庁教育訓練局長                     |
| 16 | 福島静雄   | 1984年7月1日-1985年8月7日   | 警察庁長官官房総務課長           | 警察大学校副校長                       |
| 17 | 小池康雄   | 1985年9月14日-1987年7月4日  | 警察共済組合本部事務局長         | 警察庁長官官房長                       |
| 18 | 森田雄二   | 1987年7月4日-1988年3月11日  | 警察共済組合本部事務局長         | 警察庁長官官房長                       |
| 19 | 浅野信二郎 | 1988年3月11日-1989年6月30日 | 警察庁長官官房審議官(交通局担当) | 警察庁長官官房長                       |
| 20 | 関口祐弘   | 1989年8月18日-1991年1月11日 | 警察庁交通局交通企画課長         | 警察庁刑事局保安部長                   |
| 21 | 大森義夫   | 1991年1月11日-1991年4月12日 | 警視庁公安部長                   | 警察庁長官官房総務審議官               |

### 歴代長官官房総務審議官
| 代 | 氏名     | 在任期間                   | 前職                   | 後職                     |
| -- | -------- | -------------------------- | ---------------------- | ------------------------ |
| 1  | 大森義夫 | 1991年4月12日-1992年9月1日 | 警察庁長官官房審議官   | 警察大学校長             |
| 2  | 杉田和博 | 1992年9月1日-              | 警察庁警務局付         | 神奈川県警察本部長       |
| 3  | 田中節夫 | 1993年3月31日-             | 宮城県警察本部長       | 警察庁交通局長           |
| 4  | 山本博一 | 1993年8月25日-             | 警察庁警務局首席監察官 | 警察庁交通局長           |
| 5  | 金重凱之 | 1997年3月31日-             | 警察庁長官官房付       | 警察庁警備局長           |
| 6  | 吉村博人 | 1999年1月18日-2001年1月6日 | 警視庁刑事部長         | 警察庁長官官房総括審議官 |

### 歴代長官官房総括審議官
| 代 | 氏名     | 在任期間                      | 前職                                                                              | 後職               |
| -- | -------- | ----------------------------- | --------------------------------------------------------------------------------- | ------------------ |
| 1  | 吉村博人 | 2001年1月6日-2001年9月3日     | 警察庁長官官房総務審議官                                                          | 警察庁刑事局長     |
| 2  | 安藤隆春 | 2001年9月3日-2004年8月13日    | 警視庁公安部長                                                                    | 警察庁長官官房長   |
| 3  | 片桐裕   | 2004年8月20日-2007年1月19日   | 警察庁長官官房首席監察官                                                          | 警察庁生活安全局長 |
| 4  | 巽高英   | 2007年1月19日-2008年8月7日    | 警察庁長官官房審議官(生活安全局担当)                                              | 警察庁生活安全局長 |
| 5  | 金髙雅仁 | 2008年8月7日-2009年6月26日    | 警視庁警務部長                                                                    | 警察庁刑事局長     |
| 6  | 坂口正芳 | 2009年6月26日-2011年10月25日  | 警視庁警務部長                                                                    | 大阪府警察本部長   |
| 7  | 北村滋   | 2011年10月25日-2011年12月26日 | 警察庁警備局外事情報部長                                                          | 辞職               |
| 8  | 小谷渉   | 2012年1月5日-2013年2月12日    | 警察庁刑事局組織犯罪対策部長                                                      | 警視庁副総監       |
| 9  | 栗生俊一 | 2013年2月12日-2014年1月22日   | 警察庁刑事局組織犯罪対策部長                                                      | 警察庁刑事局長     |
| 10 | 沖田芳樹 | 2014年1月22日-2015年8月20日   | 愛知県警察本部長                                                                  | 警察庁警備局長     |
| 11 | 村田隆   | 2015年8月20日-2016年8月10日   | 警察庁長官官房審議官(国際・サイバーセキュリティ担当)                              | 大阪府警察本部長   |
| 12 | 斉藤実   | 2016年8月10日-2017年8月10日   | 警察庁長官官房審議官(警備局・2020年東京オリンピック・ パラリンピック競技大会担当) | 神奈川県警察本部長 |
| 13 | 中村格   | 2017年8月10日-2018年9月14日   | 警察庁刑事局組織犯罪対策部長                                                      | 警察庁長官官房長   |
| 14 | 藤本隆史 | 2018年9月14日-2020年1月17日   | 警察庁長官官房首席監察官                                                          | 大阪府警察本部長   |
| 15 | 楠芳伸   | 2020年1月17日-2020年8月1日    | 警察庁長官官房審議官(東京オリンピック・パラリンピック担当)                        | 千葉県警察本部長   |
| 16 | 山本仁   | 2020年8月1日-2021年1月15日    | 内閣官房内閣審議官(内閣官房副長官補付)                                            | 神奈川県警察本部長 |
| 17 | 櫻澤健一 | 2021年1月15日-2021年9月16日   | 内閣官房内閣審議官(内閣情報調査室)                                                | 警察庁警備局長     |
| 18 | 近藤知尚 | 2021年9月16日-2022年8月5日    | 警察庁警備局外事情報部長                                                          | 警察大学校長       |
| 19 | 渡邊国佳 | 2022年8月5日-2023年1月16日    | 警察庁刑事局組織犯罪対策部長                                                      | 警察庁刑事局長     |
| 20 | 谷滋行   | 2023年1月16日-2024年8月15日   | 警察庁長官官房首席監察官                                                          | 警察庁刑事局長     |
| 21 | 重松弘教 | 2024年8月15日-                | 警視庁刑事部長                                                                    | (現職)             |